# QQ Music
QQ Music (QQ音乐S, QQ yīnyuèP) è un servizio di musica in streaming e download in cinese gestito da Tencent.

## Descrizione
Ha oltre 700 milioni di utenti e detiene oltre 120 milioni di abbonati. Il servizio rappresenta circa il 15% del mercato musicale cinese online. Il suo premio musicale annuale è il QQ Music Awards. Sono oltre 200 milioni gli utenti attivi mensilmente.

## Artisti più seguiti

### Artisti occidentali più seguiti sulla piattaforma
| n° | Artista          | Followers  |
| -- | ---------------- | ---------- |
| 1  | Taylor Swift     | 12.447.000 |
| 2  | Justin Bieber    | 9.691.000  |
| 3  | Alan Walker      | 8.752.000  |
| 4  | Maroon 5         | 5.079.000  |
| 5  | Avril Lavigne    | 4.797.000  |
| 6  | Charlie Puth     | 4.324.000  |
| 7  | Troye Sivan      | 3.872.000  |
| 8  | Rihanna          | 3.337.000  |
| 9  | Adele            | 3.056.000  |
| 10 | Michael Jackson  | 2.973.000  |
| 11 | Eminem           | 2.913.000  |
| 12 | Sia              | 2.885.000  |
| 13 | Linkin Park      | 2.814.000  |
| 14 | The Chainsmokers | 2.768.000  |
| 15 | Lady Gaga        | 2.651.000  |

### Artisti orientali più seguiti sulla piattaforma
| n° | Artista           | Followers  |
| -- | ----------------- | ---------- |
| 1  | Big Bang          | 14.161.000 |
| 2  | G-Dragon          | 7.903.000  |
| 3  | Blackpink         | 7.817.000  |
| 4  | EXO               | 6.759.000  |
| 5  | IU                | 4.446.000  |
| 6  | Lay               | 3.833.000  |
| 7  | Girls' Generation | 3.029.000  |
| 8  | T-ara             | 2.649.000  |
| 9  | BTS               | 2.491.000  |
| 10 | Hyuna             | 2.213.000  |